# Pokryváč
Pokryváč és un poble i municipi d'Eslovàquia que es troba a la regió de Žilina, al centre-nord del país.

## Demografia
| Godina             | 1994 | 2004   | 2014   | 2024   |
| ------------------ | ---- | ------ | ------ | ------ |
| Nombre de persones | 176  | 187    | 174    | 185    |
| Diferència         |      | +6,25% | −6,95% | +6,32% |

| Godina             | 2023 | 2024   |
| ------------------ | ---- | ------ |
| Nombre de persones | 183  | 185    |
| Diferència         |      | +1,09% |